# Erich Trapp
Erich Trapp (Klosterneuburg, 5 giugno 1942) è un bizantinista austriaco.

## Biografia
Erich Trapp ha studiato Filologia classica e Bizantinistica all'Università di Vienna dal 1960 e ha conseguito il dottorato nel 1964 con un'edizione dei Dialoghi con un Persiano di Manuele II Paleologo come tesi. Dal 1965 al 1973 ha lavorato come assistente di ricerca presso la Commissione di studi bizantini dell'Accademia austriaca delle scienze. Dopo un anno come docente universitario a Vienna, nel 1973 è passato all'Università di Bonn come consulente scientifico e docente, dove ha rappresentato gli studi bizantini fino al suo pensionamento nel 2008. Nel 1992 è stato eletto membro corrispondente dell'Accademia austriaca delle scienze. L'Università Aristotele di Salonicco gli ha conferito il premio Aristotele d'oro nel 1998.
I suoi principali interessi di ricerca includono la lessicografia bizantina, il poema epico Digenis Akritas e lo sviluppo dal greco antico al greco moderno. In qualità di redattore del Prosopographisches Lexikon der Palaiologenzeit (1976-1995), si è dedicato anche allo studio delle persone citate nelle carte e negli scritti tardo-bizantini.
Erich Trapp è il fondatore e l'editore del Lexikon zur byzantinischen Gräzität.